# St. Pauli-Brauerei

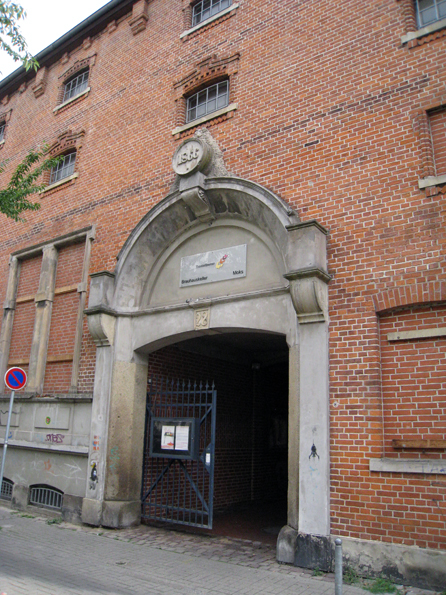
Die ehemalige St. Pauli-Brauerei in der Bleicherstraße in Bremen

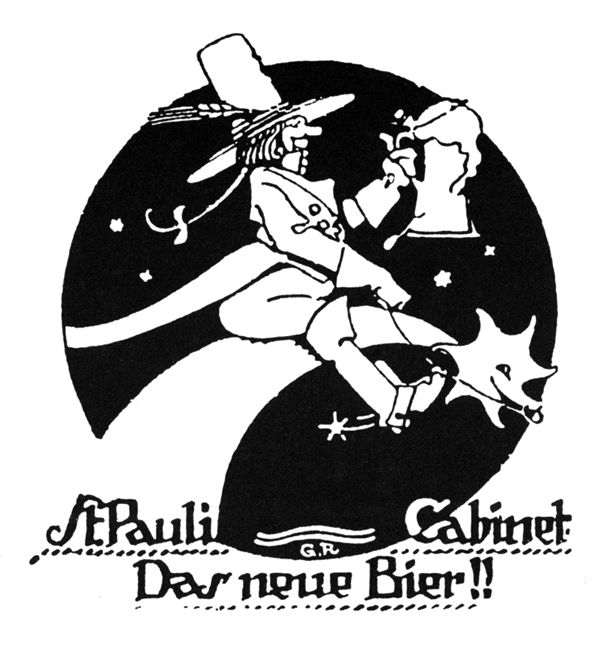
Anzeige für die Biermarke Cabinet aus dem Jahre 1910 (mit Halleyschem Kometen)

Die St. Pauli-Brauerei war eine 1857 von Lüder Rutenberg aufgebaute Brauerei in Bremen, die 1918 von der Kaiserbrauerei Beck & Co. – heute Beck & Co. – übernommen wurde.

## Geschichte
Die Geschichte der St. Pauli-Brauerei reicht bis in das 17. Jahrhundert zurück. 1853 erwarb der als Architekt und Bauunternehmer in Bremen zu Wohlstand gelangte Lüder Rutenberg zusammen mit seiner Schwester und deren Mann Heinrich A. Rust die Rungesche Brauerei an der Bleicherstraße im Bremer Ostertor. 1857 erweiterte er den Betrieb und nannte ihn nach dem ehemals hier befindlichen St.-Paul-Kloster St. Pauli-Brauerei.
Der Betrieb, der bereits 1860 die drittgrößte Braustätte Bremens wurde, entwickelte sich in den folgenden zehn Jahren zur größten Brauerei der Stadt. 1862 nahm Rutenberg Carl Ludwig Wilhelm Brandt an Stelle von Heinrich Rust als Teilhaber in das Unternehmen auf, 1864 wurde Heinrich Beck Braumeister des Betriebs. Bald darauf verkaufte Rutenberg seine Anteile an der Brauerei an Brandt und investierte in den Aufbau der späteren Kaiserbrauerei.
Die St. Pauli-Brauerei wurde in der Folge kontinuierlich ausgebaut: 1871 wurde ein zweiter Dampfkessel installiert, 1872 ein Eishaus und 1879 ein neues Sudhaus sowie ein neues Kühlhaus. Produziert wurde ausschließlich helles Lagerbier für den Export – insbesondere die mit zwölf internationalen Medaillen ausgezeichnete Marke St. Pauli Girl wurde sehr erfolgreich.
1882 wurde in der Bremer Neustadt eine zweite Produktionsstätte errichtet, um die steigende Nachfrage bedienen zu können. 1887 verkaufte Brandt seine Anteile an eine britische Aktiengesellschaft, die St. Pauli Breweries Company Limited, weitere Anteile gingen an die Berliner Großbank Disconto-Gesellschaft. Bremen blieb Braustätte, der gesamte Vertrieb lief in der Folge jedoch über London. In der Zeit vor dem Ersten Weltkrieg stieg das Bier der Marke St. Pauli Girl zum bekanntesten deutschen Exportbier weltweit auf. 1890 hatte die Brauerei 260 Angestellte, die jährlich 82.000 Hektoliter Bier herstellten. In Bremen pachtete der Betrieb im selben Jahr das anlässlich der Nordwestdeutschen Gewerbe- und Industrieausstellung im Bremer Bürgerpark errichtete „Parkhaus“ und betrieb hier eine Gastronomie.
Als mit Beginn des Ersten Weltkriegs 1914 die britischen Beteiligungen an dem Unternehmen erloschen, wurde die Disconto-Gesellschaft Hauptaktionär des Unternehmens, verkaufte aber ihre Anteile 1918 an die Kaiserbrauerei Beck & Co. (später Beck & Co.) – den größten Konkurrenten der St. Pauli-Brauerei im Exportgeschäft. 1921 musste Beck & Co. die ehemals britischen Anteile als Entschädigung für die im Krieg erloschenen Beteiligungen ein zweites Mal erwerben. Die damals bekannten Marken der Brauerei – Tivoli, Minerva, Antilope, Fürst Bismarck, Pelican Bier und Cabinet – wurden bis in die 1930er Jahre produziert, heute noch genutzt wird ausschließlich St. Pauli Girl, dessen Produktion jedoch von der Bleicherstraße in den Brauereibetrieb am Neustadtsdeich verlagert wurde.
Die Reste der alten Brauerei sollten in den 1970er Jahren für den Bau der Mozarttrasse abgerissen werden, als diese Pläne jedoch nicht realisiert werden konnten, wurden die Gebäude Teil des Bremer Theaters, das im alten Brauhaus die Bühnen des Brauhauskellers und des Kinder- und Jugendtheaters MoKS betreibt.